# مؤثر طاقة
في ميكانيكا الكم، تُعرف الطاقة من حيث مؤثر الطاقة، على أنها العامل المؤثر على الدالة الموجية للنظام.

## التعريف
ينتج مؤثر الطاقة من:
{\displaystyle {\hat {E}}=i\hbar {\frac {\partial }{\partial t}}\,\!}
وهو يعمل على الدالة الموجية (سعة الاحتمال للـتكوينات المختلفة للنظام)
{\displaystyle \Psi \left(\mathbf {r} ,t\right)\,\!}

## الاستخدام
مؤثر الطاقة يتوافق مع الطاقة الكلية لنظام. تصف معادلة شرودنغر اعتماد الفضاء والزمن على التغير البطيء (غير- النسبي) في الدالة الموجية للأنظمة الكمية. حل هذه المعادلة لنظام مقيَّد يكون منفصلاً (مجموعة من الحالات المسموح بها، المميَّز كلٌ منها بـ مستوى طاقة) مما يؤدي إلى مفهوم الكمّات.

### معادلة شرودنغر
باستخدام المعادلة الكلاسيكية لـ بقاء الطاقة الخاصة بـ جسيم:
{\displaystyle E=H=T+V\,\!}
حيث E = إجمالي الطاقة، وH = هاملتوني، وT = الطاقة الحركية، وV = طاقة الوضع للجسيم، ثم استبدال الطاقة ومؤثرات هاملتوني، والضرب في الدالة الموجية يحقق معادلة شرودنغر
{\displaystyle {\begin{aligned}&{\hat {E}}={\hat {H}}\\&{\hat {E}}\Psi ={\hat {H}}\Psi \\\end{aligned}}\,\!}
وهذا يعني أن
{\displaystyle i\hbar {\frac {\partial }{\partial t}}\Psi (\mathbf {r} ,\,t)={\hat {H}}\Psi (\mathbf {r} ,t)\,\!}
حيث i هي الوحدة التخيلية، و ħ هي ثابت بلانك المخفض، و {\displaystyle {\hat {H}}} هي مؤثر هاملتوني.

### معادلة كلاين-جوردون
علاقة الطاقة-الكتلة النسبية:
{\displaystyle E^{2}=(pc)^{2}+(mc^{2})^{2}\,\!}
حيث أيضًا E = الطاقة الكلية، و p = كمية الحركة الثلاثية الكلية للجسيم، و m = الكتلة الساكنة، و c = سرعة الضوء، يمكن بالمثل أن تحقق معادلة كلاين-غوردون:
{\displaystyle {\begin{aligned}&{\hat {E}}^{2}=c^{2}{\hat {p}}^{2}+(mc^{2})^{2}\\&{\hat {E}}^{2}\Psi =c^{2}{\hat {p}}^{2}\Psi +(mc^{2})^{2}\Psi \\\end{aligned}}\,\!}
وهذا يعني أن:
{\displaystyle {\frac {\partial ^{2}\Psi }{\partial t^{2}}}=c^{2}\nabla ^{2}\Psi -\left({\frac {mc^{2}}{\hbar }}\right)^{2}\Psi \,\!}

## الاستنتاج
يتم اشتقاق مؤثر الطاقة بسهولة باستخدام الدالة الموجية للـ جسيمات الحرة (حل الموجة المستوية لمعادلة شرودنغر). ابتداء من بعد واحد تكون الدالة الموجية كالتالي
{\displaystyle \Psi =e^{i(kx-\omega t)}\,\!}
مشتق الوقت من Ψ هو
{\displaystyle {\frac {\partial \Psi }{\partial t}}=-i\omega e^{i(kx-\omega t)}=-i\omega \Psi \,\!}.
بواسطة علاقة دي برولي:
{\displaystyle E=\hbar \omega \,\!},
نحصل على
{\displaystyle {\frac {\partial \Psi }{\partial t}}=-i{\frac {E}{\hbar }}\Psi \,\!}.
إعادة ترتيب المعادلة يؤدي إلى
{\displaystyle E\Psi =i\hbar {\frac {\partial \Psi }{\partial t}}\,\!},
حيث عامل الطاقة E عبارة عن قيمة كمية قياسية، والطاقة التي يتضمنها الجسيم والقيمة التي يتم قياسها. إلغاء Ψ يؤدي إلى
{\displaystyle E=i\hbar {\frac {\partial }{\partial t}}\,\!}
المشتق الجزئي عبارة عن تحويل خطي ولذلك تم التعبير بمصطلح المؤثر على الطاقة:
{\displaystyle {\hat {E}}=i\hbar {\frac {\partial }{\partial t}}\,\!}.
يمكن أن نخلص من ذلك إلى أن الكمية القياسية E هي القيمة الذاتية للمؤثر، بينما{\displaystyle {\hat {E}}\,\!} هي المؤثر. بتلخيص ذلك ينتج:
{\displaystyle {\hat {E}}\Psi =i\hbar {\frac {\partial }{\partial t}}\Psi =E\Psi \,\!}
بالنسبة لموجة مستوية ثلاثية الأبعاد
{\displaystyle \Psi =e^{i(\mathbf {k} \cdot \mathbf {r} -\omega t)}\,\!}
الاشتقاق متطابق تمامًا، طالما لم يحدث أي تغيير في الحد بما في ذلك الوقت، وبالتالي مشتق الوقت. وبما أن المؤثر خطي، فهي صالحة لأي تركيبة خطية من الموجات المستوية، وهكذا فبإمكانها التأثير على أي دالة موجية دون التأثير على خصائص الدالة الموجية أو المؤثرات. وبالتبعية يجب أن يكون هذا الأمر صحيحًا لأي دالة موجية. وهي تُستخدم في العمل حتى في ميكانيكا الكم النسبية، مثل معادلة كلاين جوردون سالفة الذكر.